# 5883 Josephblack
5883 Josephblack è un asteroide della fascia principale. Scoperto nel 1993, presenta un'orbita caratterizzata da un semiasse maggiore pari a 3,1662710 UA e da un'eccentricità di 0,1738228, inclinata di 17,51374° rispetto all'eclittica.